# 海螺镇
海螺镇，原为海螺乡，是中华人民共和国四川省成都市简阳市下辖的一个乡镇级行政单位。2019年12月，撤销海螺乡、坛罐乡，设立海螺镇，以原海螺乡和原坛罐乡所属行政区域为海螺镇的行政区域，海螺镇人民政府驻坛罐街24号。

## 行政区划
海螺镇下辖以下地区：
长山村、洞沟村、复兴村、互利村、力量村和万年村。